# Rhaphiptera pallens
Rhaphiptera pallens es una especie de escarabajo longicornio del género Rhaphiptera, tribu Pteropliini, subfamilia Lamiinae. Fue descrita científicamente por Gounelle en 1908.
La especie se mantiene activa durante los meses de octubre y noviembre.

## Descripción
Mide 15-20 milímetros de longitud.

## Distribución
Se distribuye por Brasil.